# Thomas Goletz
Thomas Goletz (13 ottobre 1966) è un fumettista tedesco.
È il disegnatore che ha ideato il personaggio di Diddl (il 24 agosto 1990), per la creazione del quale si è ispirato al gerbillo del deserto.
Goletz è sposato e vive a Würzburg. È un estimatore dei cartoni animati di Walt Disney, in particolare di La sirenetta, Bambi e Tarzan, mentre non apprezza quelli giapponesi.
Inizialmente, ha eseguito i disegni del suo topolino a mano libera; solo in seguito, quando sono diventate numerose, le immagini sono state ritoccate e catalogate con l'ausilio del computer. Per la realizzazione dei suoi disegni, Goletz utilizza pastelli, pittura acrilica, pittura ad olio e pennarelli.
Goletz realizza numerosissimi gadget ispirati ai suoi personaggi: oggetti per la scuola, miniature, abbigliamento, biglietti d'auguri e altro ancora. L'oggettistica firmata da Goletz è molto diffusa anche in Italia.